# Иван Живановић (фудбалер, 1981)
Иван Живановић (Шабац, 10. децембар 1981) бивши је српски фудбалер. Играо је у одбрани.
Након каријере у Србији и наступа за Мачву Богатић, Мачву Шабац и Смедерево, играо је у иностранству за Сампдорију, за коју није забележио ниједан лигашки наступ, али је играо у Купу Италије. Последњи клуб за који је играо био је Ростов.